# Mycobates austroamericanus
Mycobates austroamericanus är en kvalsterart som beskrevs av Hammer 1958. Mycobates austroamericanus ingår i släktet Mycobates och familjen Punctoribatidae. Inga underarter finns listade i Catalogue of Life.